# Francisco de Valdez

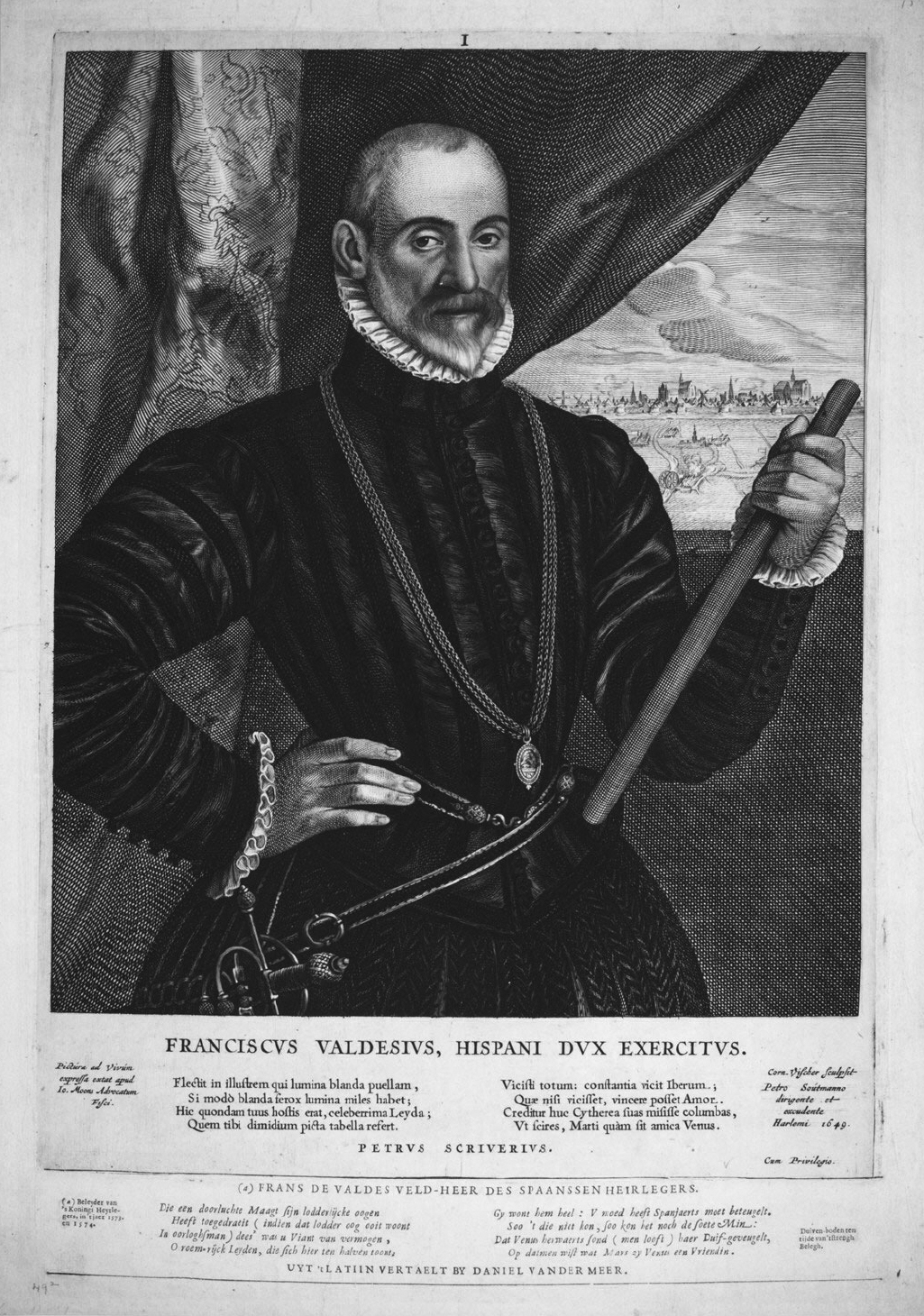
Francisco de Valdez (Cornelis de Visscher II, 1649)

Francisco de Valdez

Francisco de Valdez (Gijón?, ca. 1511-1512 - Piombino, 1580), ook geschreven als Valdéz, Valdés of Baldés (ook zonder accent, vooral in het Nederlands), was een Spaanse legerleider in de Tachtigjarige Oorlog. Hij is vooral bekend geworden als leider, maestre de campo general, van het Beleg van Leiden (1573-1574).

## Levensloop
Valdez was van eenvoudige komaf, en diende keizer Karel V in 1546 in de strijd tegen de protestanten in het Heilige Roomse Rijk en in 1550 in een expeditie tegen Tunis. In 1567 vergezelde hij de hertog van Alva naar de Nederlanden, waar hij sindsdien zich inzette voor de handhaving van het Spaanse gezag.

### Eerste Leidse beleg en Mookerheide
Nadat hij het beleg van Haarlem had meegemaakt, kreeg hij de leiding over de belegering van Leiden in november 1573, die reeds eind oktober door Fadrique Álvarez de Toledo (Don Frederik, Alva's zoon) was aangevangen. Op 21 maart moest hij het beleg opbreken toen er een inval dreigde van Willem van Oranjes broers Lodewijk en Hendrik van Nassau aan de oostgrens van de Nederlanden, maar voor Valdez met zijn mannen kon toeslaan, had een ander Spaans leger onder leiding van Sancho d'Avila de invallers al een nederlaag toegebracht in de slag op de Mookerheide (14 april 1574). Toen Valdez was teruggekeerd naar Leiden sloegen zijn slecht geklede en slecht bewapende troepen aan het muiten en werd hij bijna door zijn eigen soldaten vermoord. Vervolgens sloeg hij in mei opnieuw het beleg voor Leiden, dat zich niet had voorbereid op een hervatting van het beleg.

### Tweede Leidse beleg en legende van Magdalena Moons

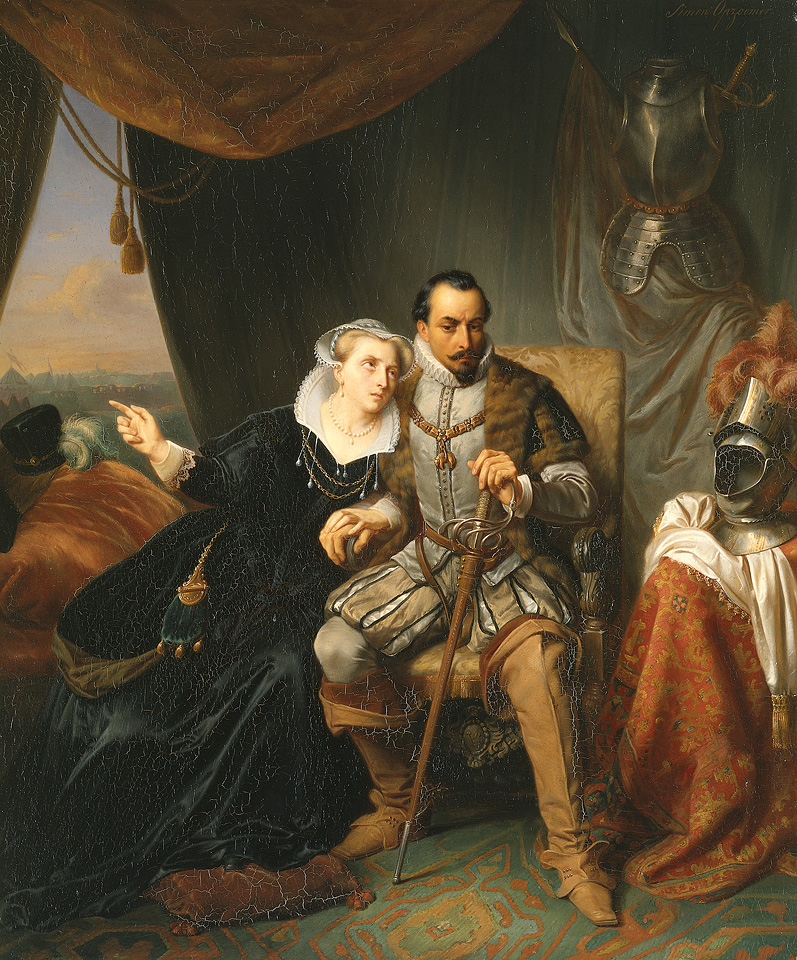
Magdalena Moons smeekt haar verloofde Francisco de Valdez de bestorming van Leiden een nacht uit te stellen. Simon Opzoomer, ~1845

Valdez trachtte in plaats van bestormingen, die veel soldatenlevens eisten, de stad uit te hongeren door haar volledig in te sluiten; mogelijk had hij zijn geliefde Magdalena Moons beloofd Leiden niet aan te vallen, omdat er familieleden van haar zich in de stad bevonden. Volgens een later ontstane lezing achtte Valdez op 2 oktober de tijd rijp om met een grote bestorming de stad te veroveren, maar liet hij zich overhalen door Magdalena, die smeekte om de aanval één nacht uit te stellen. Uit zijn correspondentie met de landvoogd Requesens blijkt dat Valdez plannen had om de dijken door te steken en de rest van het land in brand te zetten; er zijn echter geen aanwijzingen dat hij Leiden wilde bestormen.
De geuzenleider Lodewijk van Boisot had van Willem van Oranje de opdracht gekregen de polders onder water te zetten. Door het in de nacht van 2 op 3 oktober door storm snel oprukkende water moesten de Spanjaarden vluchten en kon Boisots vloot de stad ongehinderd bereiken. Valdez ging naar Den Haag waar hij door zijn soldaten werd achterhaald die woedend waren over het mislopen van de plundering van Leiden, hun beloning voor de periode van beleg.
Hoewel niets erop wijst dat Magdalena hem om één nacht uitstel van bestorming zou hebben gesmeekt, waren zij wel degelijk geliefden. Na Valdezs vrijlating trouwden ze (na 1574) te Antwerpen. De historicus Robert Fruin meende in 1878 dat dit huwelijk een verzinsel was wegens gebrek aan documentair bewijs, maar in 2007 toonde Els Kloek aan dat Magdalena Moons zich in 1597 "wede wijlen don F[ra]nc[i]sco de Baldees" (dus "weduwe van...") noemde in de huwelijkse voorwaarden met haar nieuwe echtgenoot Willem de Bye, een Staatse legerleider. In 1610 trachtten ze dit verleden te verbergen door deze woorden door te strepen, maar Kloek wist met een Hyperspectral Imager de tekst weer te ontwaren.

### Later leven

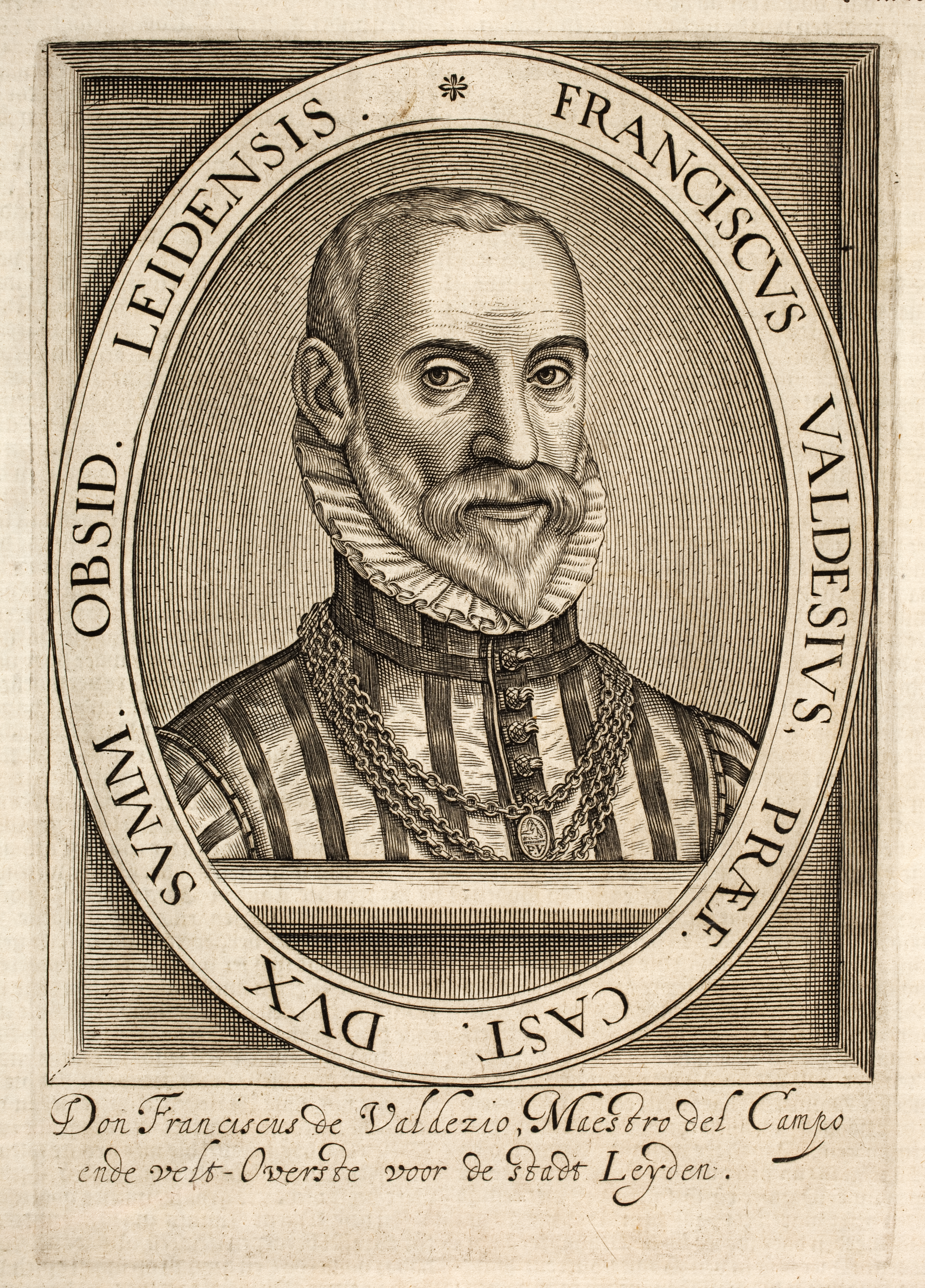
Francisco de Valdez

Francisco de Valdez heeft enkele werken geschreven over militaire zaken; zijn hoofdwerk Espeio y deceplina militar is vertaald in het Engels (1590) en het Italiaans (1598, 1628). Hij nam nog deel aan het beleg van Maastricht (1579). Valdez overleed rond 1580.